# Mark-45 (корабельна гармата)

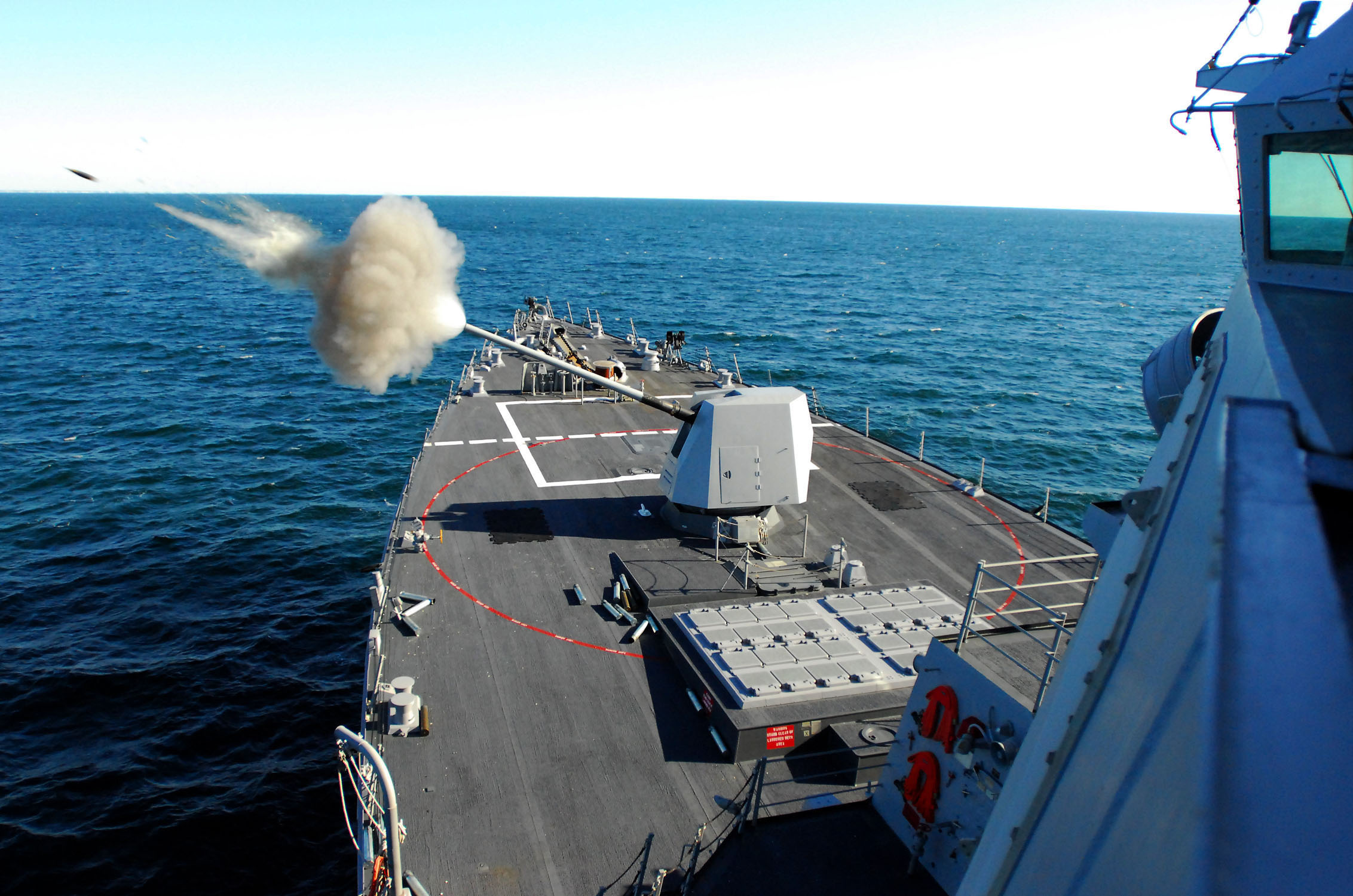
Корабельна гармати Mark-45 на есмінці «Форрест Шерман»

5"/54 caliber Mark-45  (англ. Mark 45 gun) — 127-мм універсальна автоматична артилерійська система, що з 1971 перебуває на озброєнні кораблів ВМС США та ВМФ Австралії, Нової Зеландії, Греції, Іспанії, Туреччини, Таїланду. Створена на основі артилерійської системи Mark 42.
Впродовж 1971—2008 було виготовлено близько 870 систем 5"/54 Mark 45 чотирьох модифікацій:
- 0 — 1971, з механічним детонатором, двосекційний ствол зі змінною вкладною частиною
- 1 — 1980, з електронним детонатором, суцільна конструкція ствола
- 2 — 1988, експортний варіант, використовується ВМС США
- 3 — нова система керування, не виготовлялась,
- 4 — 2000, довгий ствол 62 калібрів забезпечує більш повне згорання пороху, високу швидкість і дальність у 20 морських миль, що дозволяє атакувати наземні цілі

## Технічні дані
|                                             |                                                         | |
| Параметри                                   | Mod. 0 — 2                                              | Mod. 4                                                                                              |
| Калібр                                      | 127 мм                                                  | 127 мм                                                                                              |
| Довжина ствола                              | 6858 мм                                                 | 7874 мм                                                                                             |
| Довжина ствола в калібрах                   | 54                                                      | 62                                                                                                  |
| Швидкострільність                           | макс 20 пострілів/хв.; 10 п/хв. керованими боєприпасами | макс 16-20 пострілів/хв.; 10 п/хв. керованими боєприпасами                                          |
| Максимальна дальність стрільби при куті 47° | 23.130 м                                                | 37.000 м                                                                                            |
| Дальність ефективної стрільби               | 15.000 м                                                | 24.100 м                                                                                            |
| Досяжність стрільби при куті 65°            | 8.000 м                                                 | 7.000 м                                                                                             |
| Кут вертикального наведення                 | від — 15 до +65°                                        | від — 15 до +65°                                                                                    |
| Кут горизонтального наведення               | ±170°                                                   | ±170°                                                                                               |
| Швіидкість вертикального наведення          | 20°/с                                                   | 20°/с                                                                                               |
| Швидкість горизонтального наведення         | 30°/с                                                   | 30°/с                                                                                               |
| Вага артсистеми                             | 24,6 т                                                  | 24,6 т                                                                                              |
| Відкат гармати при різних кутах стрільби    | 48-61 см                                                | 58-76 см                                                                                            |
| Цикл гармати                                | 7.000 пострілів                                         | 7.000 пострілів                                                                                     |
| Чисельність обслуги                         | 6                                                       | 6                                                                                                   |
| Боєзапас                                    | 680                                                     | на есмінцях Arleigh Burke 680 звичайних пострілів, або 230 звичайних пострілів + 230 пострілів ERGM |
| Початкова швидкість набою                   | 762 м/сек                                               | 807.7 м/сек                                                                                         |
|                                             |                                                         | |